# Старий Дибув
Старий Дибув (пол. Stary Dybów) — село в Польщі, у гміні Радзимін Воломінського повіту Мазовецького воєводства.
Населення — 607 осіб (2011).
У 1975-1998 роках село належало до Варшавського воєводства.

## Демографія
Демографічна структура станом на 31 березня 2011 року:
|          | Загалом | Допрацездатний вік | Працездатний вік | Постпрацездатний вік |
| -------- | ------- | ------------------ | ---------------- | -------------------- |
| Чоловіки | 291     | 69                 | 206              | 16                   |
| Жінки    | 316     | 77                 | 191              | 48                   |
| Разом    | 607     | 146                | 397              | 64                   |